# 烏因巴約克區

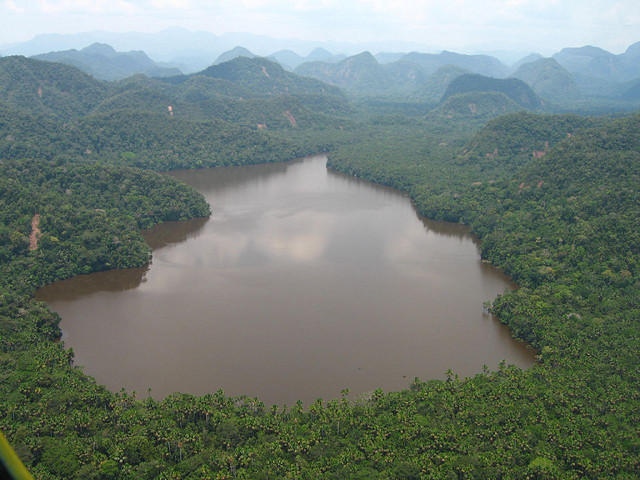

6°25′08″S 75°46′16″W / 6.4190°S 75.7710°W
烏因巴約克區（西班牙語：Distrito de Huimbayoc），是秘魯的一個區，位於該國中北部聖馬丁大區的聖馬丁省，始建於1953年12月30日，面積1,609.1平方公里，海拔高度120米，2005年人口4,539，人口密度每平方公里2.8人。